# Сарматський мішаний ліс
Сарматський мішаний ліс — екорегіон, що є у складі біому Ліс помірної зони.

## Розташування
Екорегіон в Європі розташований між тайгою на півночі та широколистяними лісами на півдні, має площу близько 846,100 км², у південній частині Норвегії, на півдні Швеції, південно-західній частині Фінляндії, охоплює Литву, Латвію та Естонію, північ Білорусі і центральну частини європейської Росії.
Межує з екорегіонами Скандинавська та Російська тайга (на півночі), Уральські гірська тундра та тайга (на сході), Східноєвропейський лісостеп (на південному сході), Центральноєвропейські мішані ліси (на південному заході) та Балтійські мішані ліси (на заході), а також Балтійським морем.

## Опис
Екорегіон складається із мішаних лісів, в яких домінують Quercus robur (що лише рідко зустрічається далі на північ), Picea abies (яка зникає далі на південь через недостатню вологість) і Pinus sylvestris (у сухих місцях). Геоботанічно вона поділяється між центральноєвропейськими та східноєвропейськими флористичними провінціями Циркумбореальної області Голарктики .